# Stuart Charles-Fevrier
Stuart Charles-Fevrier (19 gennaio 1959) è un allenatore di calcio santaluciano, tecnico del W Connection dal 2004.

## Carriera
Ha allenato la Nazionale trinidadiana tra il 2003 ed il 2004 prima di diventare nuovamente l'allenatore del W Connection.

## Palmarès

### Allenatore

#### Competizioni nazionali
- Campionato di Trinidad e Tobago: 5

W Connection: 2000, 2001, 2005, 2011-2012, 2013-2014
- Coppa di Trinidad e Tobago: 4

W Connection: 1999, 2000, 2002, 2013-2014
- Coppa di Lega di Trinidad e Tobago: 5

W Connection: 2001, 2004, 2005, 2007, 2008

#### Competizioni internazionali
- Campionato per club CFU: 4

W Connection: 2001, 2002, 2006, 2009